# Nikon Coolpix 4800
Le Nikon Coolpix 4800 est un appareil photographique numérique de type compact fabriqué par Nikon, de la série Nikon Coolpix.

## Description
Commercialisé en septembre 2004, le 4800 est un appareil de dimensions réduites : 10,6 × 6,6 × 5,4 cm.

Son boîtier de forme ergonomique lui assure une bonne prise. Il possède une définition de 4,0 mégapixels et est équipé d'un puissant zoom optique de 8,3x.

Sa portée minimum de la mise au point est de 40 cm mais ramenée à 1 cm en mode macro.

Son automatisme gère 15 modes Scène pré-programmés afin de faciliter les prises de vues (paysage, portrait, macro, musée, fête/intérieur, rétro-éclairage, plage/neige, portrait nuit, feu d'artifice, nocturne, aube/crépuscule, assistant de panorama, reproduction, sports, coucher de soleil).

L’ajustement de l'exposition est automatique et permet également un mode manuel avec un ajustement dans une fourchette de ±2.0 par paliers de 0,33 EV.

La balance des blancs se fait de manière automatique, mais également semi-manuelle avec des options pré-réglées (ensoleillé, lumière incandescent, tubes fluorescents, nuageux, flash).

Son flash incorporé a une portée effective de 0,4 à 3,7 m et dispose de la fonction atténuation des yeux rouges et du dispositif d'éclairage AF.

La fonction "BSS" (Best Shot Selector) sélectionne parmi dix prises de vues successives, l'image la mieux exposée et enregistre automatiquement.

La fonction "Réduction du bruit" s’active automatiquement lorsque la vitesse d’obturation est lente.

Son mode Rafale permet de prendre 1,5 image par seconde.
Nikon a arrêté sa commercialisation en 2006.

## Caractéristiques
- Capteur CCD taille 1/2,5 pouce : 4,24 millions de pixels, effective : 4,0 millions de pixels
- Zoom optique : 8,3x, numérique : 4x
  - Distance focale équivalence 35 mm : 36-300 mm
  - Ouverture maximale de l'objectif : F/2,7-F/4,4
- Vitesse d'obturation : 4 à 1/2000 seconde
- Sensibilité : ISO auto et manuel 64 - 100 - 200 et 400 ISO
- Stockage : Secure Digital SD et MultiMedia Card MMC - mémoire interne de 13,5 Mo
- Définition image maxi : 2288 × 1728 au format JPEG (EXIF 2.2)
- Autres définitions : 1600 × 1200, 1024 × 768 et 640 × 480
- Définitions vidéo : 160 × 120, 320 × 240 et 640 × 480 à 15 images par seconde au format QuickTime avec audio
- Connectique : USB, audio-vidéo composite
- Compatible PictBridge
- Écran LCD de 1,8 pouce - matrice active TFT de 118 000 pixels
- Batterie propriétaire rechargeable lithium-ion type EN-EL1
- Poids : 255 g sans accessoires (batterie-carte mémoire) - 295 g avec batterie
- Finition : argent.